# Gomphus apomyius
Gomphus apomyius är en trollsländeart som beskrevs av Donnelly 1966. Gomphus apomyius ingår i släktet Gomphus och familjen flodtrollsländor. Inga underarter finns listade i Catalogue of Life.